# 變形金剛 (IDW)
變形金剛漫畫為IDW根據孩之寶的變形金剛人物和玩具系列而出版的漫畫系列。
繼Dreamwave在2005年破產，IDW公司拿了版權，並聘請長期變形金剛作家賽門‧福爾曼(Simon Furman)製作一個重新啟動第一代故事。。故事的前導版出版於2005年10月，而正式系列開始於2006年1月。
在前四年該系列銷售各種限量系列的每個故事，發表順序為《變形金剛：滲透行動》(The Transformers: Infiltration)、《暴風行動》(Stormbringer)、《升級行動》(Escalation)、《密卡登本紀》( Megatron Origin)、《毀滅行動》(Devastation)、《啟示錄》(Revelation)、《密卡登萬歲》(All Hail Megatron )」和《恐龍行動》(Maximum Dinobots)。
後來在於2012年1月推出了兩個平行系列《隨時變形》(Robots in Disguise)和《難以置信》(More Than Meets the Eye)。
2016年完結了《難以置信》並開始著手創作新故事《尋光號》。同年又聯合《特種部隊》、《萬變奇兵》等其他IDW簱下漫畫創作出《斗轉星移》。
在2019年完結第一代的故事線，並在同年稍晚開始重啟，但是隨著IDW在2022年年底失去《變形金剛》和《特種部隊》的版權而宣告完結。

## 發展
Dreamwave於2005年1月4日宣布關閉並停止所有漫畫出版，留下了變形金剛G1和一個不完整的變形金剛內戰前傳故事.，讓IDW出版社總編輯Chris Ryall拿到。
2005年5月19日，孩之寶公司正式宣布於2005年10月把變形金剛出版許可頒發給IDW公司，而在「滲透行動( The Transformers: Infiltration)」製作開始前，Chris Ryall遇上漫威版變形金剛漫畫的長期作家賽門‧福爾曼，而福爾曼打算利用第1代G1造型吸引新舊玩家。並引用了焦點的「機器人喬裝(Robots in Disguise)」元素，目的是重新帶回變形金剛的「神話和威嚴(Myth and Majesty)」。最後福爾曼描述：「這是最後（20多年後）我接受變形金剛。」。

## 藝術和編輯政策
隨著菲格羅亞回歸到變形金剛，在他負責的麥加登本紀＃13推出一個全新的藝術風格，重新設計的投帶更多的骨骼，技術上複雜的風格，既令人回味的真人電影系列，同時也不受影迷歡迎。然而，IDW並不需要其他畫家堅持這新風格，因此各類其他系列，以及正傳故事還是依照其他畫家本身的繪製風格。
這種持續的視覺波動幾乎證明不受影迷歡迎的新風格，成為了IDW最臭名昭著的時期，其中責任歸咎於當時的編輯安迪施密特，其中出名失誤包括大黃蜂其他版本在同一故事出場。然後在麥加登與升級版甲威龍同時出場後，熱破和洛迪文會否變成兩個角色也成為影迷間的話題。

## 系列
漫畫出版列表，中文名稱均為暫譯。
- 變形金剛：難以置信(56集開始 泰坦歸來)
- 變形金剛：隨時變形(56集開始 泰坦歸來)
- 變形金剛：組合戰爭
- 變形金剛：組合金剛獵手
- 變形金剛：滲透行動( The Transformers: Infiltration)
- 暴風行動(Stormbringer)
- 升級行動(Escalation)
- 毀滅行動(Devastation)
- 啟示錄(Revelation)
- 麥加登萬歲(All Hail Megatron )
- 恐龍行動(Maximum Dinobots)
- 變形金剛：風刃
- 變形金剛：萬眾一心(till all are one)
- 變形金剛：斗轉星移

5. 英雄紀：奧利安．派克斯﹙Spotlight - Orion Pax﹚

6. 英雄紀：囉嗦﹙Spotlight - Blurr﹚

7-18. 獨裁﹙Autocracy #1-12﹚

19-22. Monstrosity #1-4

23-26. Primacy #1-4

27. 英雄紀：雷響﹙Spotlight - Thundercracker﹚

28. 英雄紀：震動波﹙Spotlight - Shockwave﹚

29. 英雄紀：跳崖者﹙Spotlight - Cliffjumper﹚

30. 英雄紀：轉輪﹙Spotlight - Wheelie﹚
 
31. 英雄紀：熱破﹙Spotlight - Hot Rod﹚

32. 英雄紀：六變獸﹙Spotlight - Sixshot﹚

33. 英雄紀：馬格斯﹙Spotlight - Ultra Magnus﹚

34. 英雄紀：聲波﹙Spotlight - Soundwave﹚

35-38. 滲透行動#0-3﹙ Infiltration #0-3﹚

39-41. 暴風行動#1-3﹙ Stormbringer #1-3﹚

42-43. 滲透行動#4-5﹙Infiltration #4-5﹚

44. 暴風行動#4﹙Stormbringer #4﹚

45. 滲透行動#6﹙Infiltration #6﹚

46. 英雄紀：杯子﹙Spotlight - Kup﹚

47-50. 新復仇者與變形金剛﹙New Avengers/Transformers #1-4﹚

51-52. 升級行動#1-2﹙Escalation #1-2﹚

53. 英雄紀：夜巡﹙Spotlight - Nightbeat﹚

54-57. 升級行動#3-6﹙Escalation #3-6﹚

58. Spotlight - Ramjet

59. 英雄紀：格威龍﹙Spotlight - Galvatron﹚

60. 英雄紀：柯博文﹙Spotlight - Optimus Prime﹚

61-64. 毀滅行動#1-4﹙Devastation #1-4﹚

65.  英雄記：爆破者(Spotlight - Blaster)

66.  英雄記：雅希(Spotlight - Arcee)

67-68. Devastation #5-6

69.  英雄記：幻影

70. 英雄季：鋼鎖(Spotlight - Grimlock)

71-74. 啟示錄#1-4 (Revelation  #1-4)(contains Spotlights on Cyclonus, Hardhead, Doubledealer & Sideswipe)

75-79. 恐龍行動#1-5﹙Maximum Dinobots #1-5﹚

80. 英雄記：漂移

81. 密卡登萬歲#15 (All Hail Megatron #15)

82.  英雄記：大都會(Spotlight - Metroplex

83.  英雄紀：爵士 (Spotlight - Jazz)

84-98. 密卡登萬歲#1-14 & 16 (All Hail Megatron #1-14 & 16)

99. Continuum

100.  英雄季：巡弋者(Spotlight - Prowl)

101.  雷霆戰隊的最後一役(Last Stand of the Wreckers) #1

102. Transformers #1

103-104. 雷霆戰隊的最後一役(Last Stand of the Wreckers) #2-3

105. Transformers #2

106. Last Stand of the Wreckers #4

107-108. Transformers #3-4

109-112. 大黃蜂#1-4 (Bumblebee #1-4)

113-114. Transformers #5-6

115. 雷霆戰隊的最後一役(Last Stand of the Wreckers) #5

116-119. 鐵皮(Ironhide) #1-4

120-123. Drift #1-4

124-125. 黑暗之心#1-2 (Heart of Darkness #1-2)

126-127. Infestation #1-2 (Transformers series)

128-134. Transformers #7-13

135. Spotlight - Megatron

136-142. Transformers #14-20

143-144. 黑暗之心#3-4 (Heart of Darkness #3-4)

145-153. Transformers #21-29

154. 英雄紀：大黃蜂 (Spotlight - Bumblebee)

155-156. Transformers #30-31

157. 柯柏文之死(Transformers: Death of Optimus Prime)

158-160. 難以置信#1-3 (More Than Meets the Eye #1-3)

161-165. 隨時變形#1-5 (Robots in Disguise #1-5)

166-167. 難以置信#4-5 (More Than Meets the Eye #4-5)

168. Spotlight - Trailcutter

169. Spotlight - Hoist

170-172. 難以置信#6-8 (More Than Meets the Eye #6-8)

173-176. 隨時變形#6-9 (Robots in Disguise #6-9)

177-180. 難以置信#9-11 (More Than Meets the Eye Annual, #9-11)

181-188. 隨時變形#10-16 (Robots in Disguise #10, Annual, #11-16)

189-199. 難以置信#12-22 (More Than Meets the Eye #12-22)

200-205. 隨時變形#17-22 (Robots in Disguise #17-22)

206-217. Dark Cybertron #1-12 (contains Dark Cybertron #1, More Than Meets the Eye #23-27, Robots in Disguise #23-27 & Dark Cybertron Finale)

218-223. 難以置信#28-33 (More Than Meets the Eye #28-33)

224-228. 隨時變形#28-32 (Robots in Disguise #28-32)

229-232. 風刃#1-4 (Windblade #1-4)

233-237. 難以置信#34-38 (More Than Meets the Eye #34-38)

238-239. 隨時變形#33-34 (Robots in Disguise #33-34)

240-243. Transformers #35-38

244-245. 難以置信#39-40 (More Than Meets the Eye #39-40)

246-249. Drift - Empire of Stone #1-4

250. Punishment

251-254. 難以置信#41-44﹙More Than Meets the Eye #41-44﹚

255-260. 合體戰爭(Combiner Wars) (contains Transformers #39-41 & Windblade Vol.2 #1-3)

261-262. Transformers #42-43

263. 組合金剛獵手 (Combiner Hunters)

264. Transformers #44

265-268. 風刃#4-7 (Windblade Vol.2 #4-7)

269-273. Sins of the Wreckers #1-5

274-278. 難以置信#45-49﹙More Than Meets the Eye #45-49﹚

279. Transformers #45

280. 假日特刊 (Holiday Special)

281. Redemption

282-291. Transformers #46-55

292-297. 難以置信#50-55﹙More Than Meets the Eye #50-55﹚

298-301. 萬眾一心#1-4 (Till All Are One #1-4)

302-306. 泰坦回歸(Titans Return )(contains Titans Return #1, Transformers #56-57 & More Than Meets the Eye #56-57)

307-320. Revolution (contains Prelude; M.A.S.K.; ROM; Till All Are One; #1-2; Micronauts; #3; G.I. Joe; Transformers; Action Man; #4; More Than Meets the Eye & #5)

321-324. 萬眾一心#5-8 (Till All Are One #5-8)

325-330. 柯柏文#1-6﹙Optimus Prime #1-6﹚ (#6 unpublished)

331-336. 失落之光#1-6﹙Lost Light #1-6﹚ (#5-6 unpublished)

337-342. Revolutionaries #1-6 (#4-6 unpublished)

343. Transformers Annual 2017

344-346. 萬眾一心#9-11 (Till All Are One #9-11 )(#10-11 unpublished)

347-348. 柯柏文#7-8﹙Optimus Prime #7-8﹚ (#unpublished)

349. 失落之光#7﹙Lost Light #7﹚ (unpublished)

350. Spotlight - Salvation (unpublished)

351-356. First Strike #1-6  (unpublished)
357-360.

## 設定
在IDW於美國出版的變形金剛漫畫中，由於對象年齡為青少年，當中更加入了博派和狂開戰前的塞博坦社會描寫，故事已經完全獨立於電視和電影的世界觀。 以下設定以2005年開始直到2019年結束的版本為主，不包含2020年重啟後的版本。

### 大戰前塞博坦社會
大戰前塞博坦社會受元老院統治，以功能主義將人民按形態和社會貢獻分級，軍人和知識份子屬高級，飛行比汽車高，汽車屬中級，然後是勞動階級，最後是生活用品。由資源缺乏，只有曾對社會有巨大貢獻的人民和精英分子可以獲得重新選擇形態的權利。
- 功能主義者(Functionism)

一群利用塞博坦宗教以矯枉過正手段對塞博坦社會分級的狂熱分子，以形態決定一切，視低下階層如同奴隸，並稱為「可拋棄階級」，意為「就算拋棄了對社會也沒有影響」。同時不容許人民從事和變形形態無關的工作。更發明出「俱五刑」和「暗影遊戲」對付反叛者，當中涉及大量不法活動。
在原本的宇宙中，逐漸式微，最後被賽博坦元老院取代，但是在《失落之光》的刊物中，羅德等人因為滅星炸彈的影響、被炸到另一個平行宇宙去、而在該平行宇宙、功能主義者至今仍已更加高壓控制著賽博坦。最後在失落之光號的刊物結尾、功能主義者們一陸追殺到羅德等人原來的宇宙，最後被擊敗。
- 塞博坦元老院

塞博坦社會的統治者，極其腐敗，受功能主義者操控，造成大量貪污及財貧富懸殊。最後被麥加登帶領的狂派推翻、大多數的成員被殺害。
大殿尉、震盪波、蝙蝠精、鐵漢都曾經是其中的議員。
- 俱五刑

功能主義者發明的刑罰，拆去反叛變形金剛的臉孔和雙手，只留下一個攝影機(眼睛)、並將雙手置換成簡單的爪子，以此顯示其罪犯身份。代表人物包括狂派的震盪波和博派的旋刃。
- 暗影遊戲/皮影戲

以對變形金剛的腦部直接進行手術，直接操作對象記憶和人格，為功能主義者對反叛者的激進手段。
代表人物包括震盪波，也因此使他從理想主義者的議員成為冷酷、邏輯至上的理性主義者。
- 狂派

受哲學家麥加登思想影響，反對功能主義者的統治的民間組織。成員大多是勞動階級，但由於以暴易暴的激進手段而不受歡迎。
- 角鬥場

非法的地下格鬥場，由建造派建造場地。其野蠻暴力的打鬥深受部份賽博坦人歡迎。
密卡登曾在此學習戰鬥技巧。

### 生理
- 變形齒輪

塞柏坦人依此來進行變形的身體部份。
有變形金剛為反對功能主義者的理論而割除自己的變形齒輪成為單形金剛，稱之為「3M運動」(Militant Monoform Movement)。
但是根據漫畫中所提到的羅素姆定律，變形齒輪、火種、腦膜塊是一個變形金剛身裡上不可或缺的三個部分。
根據傳說，變形齒輪是神話人物「指引之手」中的「神機真人」所留給所有後代變形金剛的遺物。
- 火種(Spark)

變形金剛的重要核心，類似心臟，一旦火種熄滅幾乎必定死亡。
火種周圍有被稱為「火種室能量液」的液體，部分塞柏坦人會在有重要至親死亡時提出一小罐能量液貢獻給死者、以示緬懷。不過此液體似乎並非生理上必要之體液，電腦怪傑曾經多次捐獻火種室能量液以至於火種室是乾涸的，但也沒有因此死亡。
大部分賽博坦人的火種是藍色的，少部分的賽博坦人的火種是「綠色火種」，這些人多數是「特別的」，已知像是柯博文、密卡登等人都持有綠色火種。
- 腦模塊

類似變形金剛大腦的，其結構─根據拾荒者小隊中的蛟龍所述─是「一顆由電路壓縮成的球」，外觀上呈現像是一小顆球狀物，在人形模式時位於頭部的位置。
- 神鑄

以天然方式誕生的賽博坦人。由名為「神力寶球(Vector Sigma)」的輻射現象照射而誕生出火種、自然和賽博坦上的活體金屬融合、成長為變形金剛。
- 冷組建

第二種塞柏坦人誕生方式。因「神力寶球」消失而以人工方式誕生的塞博坦人，類似人造人。對外聲稱是以火種黏貼方式製作，實際是從領袖心臟直接提取。功能主義者將其視作下等人。
- 質量變換

變形金剛在變形時以此產生大小變化。其中包括音波變形時縮小成掌上收音機和組合金剛合體後變大等。密卡登曾提及，一旦曾經學習過這種能力之後就可以持續保持。
- 性別

變形金剛本來沒性別，直到變形金剛的瘋狂科學家哲哈薩斯(Jhiaxus)研究下將一名變形金剛強行改造，才創造出第一位女性變形金剛雅茜（Arcee）。
後期在賽博坦殖民地中不斷出現像風刃的其他女性變形金剛，尤其是天鑄城，幾乎所有居民都是女性，其誔生原因未知。

### 物品
- 反人格地雷

登場於《難以置信》四十八期。
狂派對待戰俘的手法之一，將戰俘除腦袋和臉部外的部分移除，再把地雷連接其腦袋，製成會說話的地雷。
如果戰俘太驚恐或激動都會引爆，增加拆除難度。
- 嘴開花

登場於《難以置信》四十八期。
狂派對囚犯使用的裝備。
為一個裝進口腔內的伸縮電鑽，如果囚犯變形就會彈出並鑽進腦袋。
如果囚犯沒嘴巴的會用其他方法植入，具體方法沒提及。
- 滅星炸彈

大小只有變形金剛的眼球大小，威力可以消滅一個星球。
銀河議會參照墮落金剛的鎮魂槍(Requiem Blaster)研發。
「尋光號」故事中提及除了消滅星球外，另有把星球轉移到多元宇宙的其他形號。

### 其他生物
- 渦輪狐狸

外形像狐狸的機械生物。部分被塞博坦人飼養作獵犬用途。
- 機器昆蟲

昆蟲派的前身。有噬咬金屬的習性，會襲擊塞博坦人。
- 火種吞噬者

一種會襲擊並吞噬塞博坦人火種的怪物，類似喪屍或吸血鬼。小諸葛曾製作過一把將人變成火種吞噬者的槍。

### 神話
- 塞博坦騎士團

最早的一批塞博坦人，乘坐基地金剛離開塞博坦前往世外桃園。
- 領袖矩陣(Matrix of Leadership)

歷代領袖的象徵。
傳說古賽博坦人終天大帝(Mortilus)將其對手索羅蒙斯(Solomus)封印其中。曾為賽博坦騎士團所有。

### 功能主義者宇宙
目前變形金剛主宇宙是因為小諸葛的時間旅行干擾而誕生，功能主義者宇宙則是沒有了時間旅行干擾而誕生。沒有麥加登和狂派，元老院沒被推翻，由功能主義者統治的多元宇宙。
- 月衛一

原塞博坦的月球衛星一號。因為塞博坦沒海洋不需潮汐而被評為「沒功能」。對外宣稱賣給黑箱財團，實際改造成大型回收裝置，強行把「可拋棄階級」回收熔錬。

## 人物

### 鐵堡(Iacon)
戰爭結束後由城市金剛大都會(Metroplax)變形而成的賽博坦聚居地。
- 柯博文/擎天柱(Optimus Prime)

原名奥利安·派克斯﹙Orion Pax﹚。
原粒子城治安官，在旋刃於牢房毆打密卡登後見識到元老院的腐敗，更因此衝到元老院責問眾參議員。
曾與成為狂派首領的密卡登聯手推翻元老院，但之後被出賣。後來獲得領袖矩陣而進化為柯博文，成為元老院建立以來第一個正式領袖。
在「密卡登萬歲」受傷昏迷。
在擊敗密卡登後曾辭去領袖一職並到地球軍事基地以戰爭犯身份自首。
在戰爭結束賽博坦回歸後，因自己的領袖身份對其他沒參加戰爭的中立派來說是戰爭象徵而辭去領袖一職，並在將領袖矩陣分別交給大黃蜂和熱破保管後離去。
於「暗流湧動」中重拾領袖一職。
原本打算將統治權交還賽博坦人民，但由於天王星成為戰後第一任民選領導後，為防止天王星獨攬大權而以領袖身份參政，因此招致不少博派不滿。
為追尋失蹤的鈦師傅而重返地球，同時發現地球人仇視變形金剛的情況非常嚴重。
發現聲波與格威龍聚集一群狂派於地球潛伏後想出兵卻被議會以「地球並非賽博坦領地」阻止。後以領袖身份強行將地球列為塞博坦殖民地來出兵而被議會彈劾。
- 密卡登/威震天(Megatron)

原礦工及詩人。
在一次酒吧毆鬥入獄時，在牢房中被旋刃毆打，從而見識到功能主義對社會的禍害。
因為經常發表反功能主義文章而差點進行腦改造。
在「密卡登本紀」中，一次因元老院無理霸佔其家鄉資源而引生的暴動中殺害了一名博派護衛，此後被其他一同被抓的礦工看成領袖。
曾與柯博文聯手推翻元老院，並在事後出賣。
因為長期內戰造成資源缺乏而發明「隱密行動」搶奪其他星球資源，同時下令震盪波創造第六階段執行人。
「暗流湧動」中回憶起未當上狂派領袖的自己，事件後向博派投降。
利用法律漏洞逃過死刑，以囚犯身份登上失落之光號尋找塞博坦騎士團。
- 震盪波(Shockwave)

原元老院參議員，經常變換塗裝，聲稱是「為了讓世人記住他的美貌」。經常為低下階層反抗元老院，後被元老院以「組建異能者軍隊」為罪名施以俱五刑和腦改造，變得毫無感情並只以邏輯思考。
後因為「元老院行為不合邏輯」而加入狂派反抗元老院
為解決戰爭造成的資源問題而在各個星球實驗孕育十三種礦石。
曾為模擬超級火種而創造出三個第六階段執行人：霸王、黑影、六面獸。
利用其導師哲哈薩斯留下的資料開發出合體金剛，並讓建造派組合成破壞者。
「暗流湧動」事件中，中意圖把整個重塑成一個「零損耗」的全新宇宙，卻意外恢復感情，最後為阻止宇宙重塑身亡。
- 天王星/红蜘蛛(Starscream)

原狂派第二把手，空軍部隊指揮，戰後賽博坦第一任民選領袖，被基地金剛巨神將稱為「天選之人」。不過事後得知這其實是回到過去的震盪波所刻意設計的。
在大黃蜂死後持續擔任賽博坦領袖，經常看見已經死了的大黃蜂跟自己提出建議。
為向天鑄城展示武力而指使詐騙帶飛天虎到天鑄城偷物資。
最後在尤尼克隆入侵地球時、將可以破壞期的裝置幽塔運載到其身上，但為了啟動幽塔而自我犧牲。
- 飛毛腿(Sunstreaker)

博派成員。
當初跟隨柯博文到地球的成員。
在「毀滅行動」中被地球人俘虜並改造成頭領戰士。
「密卡登萬歲」中為報復地球人而出賣博派，然後在賽博坦把嫌疑推到幻影身上，最後為贖罪保護同伴而掉入野生機器昆蟲群中並說出自己才是叛徒。
「英雄紀」中提及被地球人俘虜後活活支解到只剩腦袋，以及在掉入野生機器昆蟲群後被鐵皮和鈦師傅救回。

### 水晶城
- 大殿尉/頂天者(Dai Atlas)

光明之環騎士團的領袖，秘密城市水晶城的領導者。
在兩派戰爭之前曾經是參議院的議員，並且非常不認同柯博文，之後雖然認同柯博文的人格，但還是決定率領其追隨者離開賽博坦。
一度被發瘋的大法官提爾萊斯特(Tyrest)囚禁，但之後被失落之光號的船員拯救，並將一把刀械「好刀」(Great Sword)贈與狂飆。之後和同為宗教信徒的星宇(Star Saber)對峙但不幸慘死。
原型是來自《變形金剛Z》中的角色，在該作中博派領袖由星宇擔任，而在星宇退役後則由大殿尉接替，然而在此版本中，大殿尉卻死在星宇手裡。

### 天鑄城(Caminus)
賽博坦古代的13個殖民地星球之一，領袖為索拉絲至尊，所有成員均為女性變形金剛。宗教崇拜興盛、因此在得知柯博文是貨真價實的「領袖」(胸口中承載領袖矩陣)後都將他視為神祇。
- 祝融夫人(Mistress of Flame)

天鑄城統治者。祝融夫人是稱謂而非名字，用來稱呼歷代的天鑄城統治者。在現任祝融夫人犧牲後，由緋焰繼承此名號。
- 假小子/艾娜蒂(Anode)

在《失落之光》刊初次出現，和螺格是來自天鑄城的情侶。在賽博坦人口局紀錄為失蹤，實則是被靈魂行者帶回到他的星球上，在失落之光號船員經歷狂派異端審判處和薩拉斯的聯合部隊的圍攻之後甦醒。變形型態是一台單螺旋槳式飛機。
在平行宇宙是功能主義委員會的「十三席之六」的副手。
在天鑄城時因其天賦學習被稱為「接生婆」的特殊技能，有能力將變形金屬和火種融合出賽博坦新生兒。
- 螺格(Lug)

假小子的伴侶，變形成她的背包。
- 速率/高速

原本是雷擊的隨船醫生，在雷擊登上失落之光號後成為失落之光號上的醫生。根據小淘氣所述，在考醫生時考了第十次才考上。
- 小淘氣/諾蒂卡(Nautica)

量子工程師，在失落之光號第二次啟程時成為船員。興趣是閱讀。
在船上和小諸葛、剎車關係最好，為剎車的死亡感到非常悲痛。
變形模式為帶有雙渦輪的懸浮車。
- 火翼星(Firestar)

天鑄城的職業舞者，在小淘氣迷茫時和她成為「終生摯友」。
頭部恆常燃燒著火焰，火焰顏色似乎是可變換的。情緒激動時火焰會變得更加劇烈，可經由潑水等一般滅火方式熄滅。
- 勝利女神(Victorian)

西涼丸上的五名變形金剛經由合和之秘形成的合體金剛，由緋焰帶領。初期登場不喜歡柯博文。

### 地球狂派
- 格威龍(Galvatron)

曾經是古賽博坦上戰無不勝的蠻族戰士，最後和新星至尊、哲哈薩斯等人一同搭乘方舟號前往宇宙，但不幸被困在死亡宇宙間。在死亡宇宙中獲得了「反領袖矩陣」的力量，在格瑞斯九號星上和柯博文交戰時、一度被扔進太陽核熔爐裡。
在《黑暗之心》刊物中接露格威龍之後的際遇。
格威龍並未被消滅，反領袖矩陣進化成為「黑暗之心」，保全了格威龍的性命並強化了他的力量，並在熔爐中重生，後來到格里姆星，先復活瘟疫和狂飆，然後尋找哲哈薩斯，並將被雅希重創至死的哲哈薩斯瞬間修復，之後雖然遭到雅希和老頑固(Hardhead)的伏擊，雖然遭到重傷、但是在接觸到死亡宇宙的力量後輕易反擊並洗腦老頑固。不過再次進入死亡宇宙後，卻得知了專門吞噬機械物種火種的虛空之主(D-Void)準備侵襲賽博坦。
為了對抗虛空之主，格威龍以格里姆主星為據點開始四處招兵買馬，包括浪花星上的智能箱，並將郎花星上成千上萬的博派與狂派屍體利用黑暗之心的力量復活為他的大軍。但是在黛拉星上卻遇到了他以為已經被消滅在死亡宇宙的報應至尊(Nemesis Prime，由新星至尊轉化而來)，得知對方是被虛空之主派來阻止他的。在經過一番苦戰後，格威龍擊退了報應至尊、虛空之主的分身，並決定開始從賽博坦設下消滅虛空之主的防線、將已經集結的軍隊帶往賽博坦，儘管試圖招募在地球的柯博文和在賽博坦的羅德各自率領的博派分支，但是都遭到拒絕，於是他趕走了羅德的派系後開始在賽博坦準備防禦。
在密卡登轉投博派後，音波率領其他不願放棄狂派世界的狂派金剛轉而追隨格威龍，之後為追尋合和之秘來到地球，最後被柯博文和雅希聯手殺死。
- 大火車(Astrotrain)

狂派三變戰士，在密卡登失蹤期間曾經想過要成為狂派領袖，但之後密卡登隨即出現，並「打消」了大火車的念頭。
- 閃電(Blitzwing)

狂派三變戰士，變形為坦克和戰鬥機。在密卡燈的安排下，在某兩個北方國家的戰線之間偽裝成其中一邊的坦克並開火、引起雙方交戰。
「斗轉星移」中提到，被地球人俘虜後遭活體解剖，其構造被用作開發「萬變奇兵」小隊戰車。
- 聲波(Soundwave)

狂派情報官。
異能者，具聲音讀取能力。後其甚至能透過腦內電磁波讀取人類或賽博坦人思想。
「麥加登本紀」中曾被參議員蝙蝠魔招攬去接觸麥加登，後為狂派背叛蝙蝠魔，把其製成磁帶戰士。
內戰前曾使用其能力，干擾其他賽博坦人思想替狂派辦事，當中包括大黃蜂。在密卡登離開狂派後視其為叛徒，並和格威攏組建新狂派、試著佔領地球，但在發現格威龍的本性後對其感到失望。在土星附近建立了一座太空站，作為部分賽博坦人的避難所。在尤尼克隆一個一個入侵賽博坦及其殖民地期間犧牲。
最喜歡的地球生物是大象。
- 轟隆隆(Rumble)

狂派磁帶戰士。
「麥加登本紀」提到本來和麥加登屬同一礦場，後來狂派起義時被分配到聲波手下。
有網民認為這是解釋「為甚麼磁帶戰士雙手會是打樁機」。
- 疾瘋(Frenzy)

狂派磁帶戰士。
「密卡登萬歲」中提及，迷亂能令自己和身邊的人思想混亂。
- 裂雷(Thundercracker)

原狂派飛行小隊成員，配色藍色。
「密卡登萬歲」中對麥加登用改造機器昆蟲做昆蟲派和狂派佔領紐約後虐殺平民做法反感。
因為榮譽感而幫助博派處理狂派撤退留下的炸彈，結果被天彎當叛徒槍擊。
事後留在地球研究地球文化，現為網路作家。養了一隻雌性小狗「小鬼」。
- 天彎(Skywarp)

原狂派飛行隊成員，配色紫色，聲稱形態是效仿長官天王星。
被格威龍帶到地球後被當成軍用傳送裝置。
為修復自己而跟義勇群英合作。

### 失落之光號(Lost Light)
- 洛迪文/補天士(Rodimus Prime)

原失落之光號艦長，麥加登加入後職位變成聯合艦長。
人類型態造型參考自《變形金剛大電影》中熱破的配音員。
當艦長後非常喜歡說「直到我們萬眾一心」。
當初為讓警车准許失落之光出航而答應把霸王關到船上帶走。
事情曝光後在重選艦長中再當選，柯柏文/擎天柱評價他其實應該辭職。
後來被奪路帶領其他船員叛變流放到靈魂行者的星球。
在故事「失落之光」中把原本紅橙為主的配色換成以紫黑為主的暗色系配色。
- 馬格斯/通天晓(Ultra Magnus)

原提爾萊斯特協定指定執行官，專門取締及拘捕兩派的戰爭罪犯，後來此職位由福特巨人接任。
失落之光號副艦長，性格極端偏執，喜歡一切井井有條。
致敬G1玩具馬格斯內藏白色柯柏文，本漫畫中不同年代的馬格斯其實是由不同人套上強化裝甲化身而成，現任為迷你莫斯(Minumus)。
《變形金剛VS太空騎士》中提及上任被鬼靈附體戰死。
現任的本體、尼米莫斯‧安珀斯跟發條的戀人安格斯為兄弟，兩人在長相尚有部分類似。
被奪路帶領其他船員叛變流放到靈魂行者的星球。
- 漂移(Drift)

前狂派，舊名死鎖(Dead Lock)，在其中一次和地獄獵人的合作行動中，意外墜落到水晶城，接受了光明之環騎士團的照顧，之後決定轉投博派。
一開始是失落之光號的副艦長，因霸王事件中替熱破頂罪而被革職、驅逐下船。在外傳《岩石帝國》中被飛輪找到，並在《難以置信》最末、熱破和馬格斯等人遭到黑狗隊和薩拉斯圍攻時，因為收到高速發出求救訊號而前來救援。因為強烈的信仰，原先和科學理性的飛輪經常互相衝突，但是最後卻和飛輪發展成戀人關係并成為火種伴侶。
- 旋刃(Whirl)

原飛行隊成員，後來為興趣而想改行做鐘錶匠。後工作場被人以「沒交保護費」為由破壞，雙手又被俱五刑拆掉變成兩隻爪子，臉部也只剩下一顆眼睛，從而性格變得瘋癲，並成為元老院的保安，在監獄裡對第一次被逮捕的密卡登暴力相向、讓其領會了暴力的力量，被奧利安發現後阻止、並被透揍一頓、帶去元老元當面與議員們對質。
在大戰開始後一度加入曾經是雷霆戰隊成員，因為徒弟旋翼在彈簧率領的任務中死亡，因此擅自想替昏迷不醒的彈簧進行安樂死「解脫」而被革職。在賽博坦重生後被狂飆發現在山洞裡對掃蕩隊的屍體虐屍，並爆發肢體衝突，最後雙雙墜機、在試圖殺死狂飆時因為檔板從地底引發的爆炸炸斷雙腿暈過去、因此被剛好在一旁目睹整起事件的發條等人帶上失落之光號，是意外上船的三人之一。
在時間旅行中得知，他的鐘錶鋪被毀和俱五刑都是功能主義者在背後策劃，目的是為了懲罰他拒絕服從自己天生的變形型態。
曾參與奪路趕走密卡登的計劃，但在聽完狂飆心聲後想退出，而被奪路洗去記憶。
載具型態是一台雙螺旋槳式戰鬥直升機，人類虛擬投影是藍色雙馬尾戴著眼罩的獨眼少女
- 榮格(Rung)

失落之光號上的心理醫生，眼鏡和眉毛為最大特徵。名字來自心理學家榮格。
變形形態功能未知，導致功能主義者最後因為沒辦法分類而開設「裝飾品」作全新分類。
在靈魂吞噬者事件中被剎車所救。
〈難以置信 #49〉中，因為魔戈和弗鉻銥德事件辭去心理醫生職務。
《失落光號》故事中另一個榮格表示自己是個冷組建專用裝置。
其實是指引之手之一的普萊瑪斯，變形型態是「領袖矩陣製造器」，在最後為了消滅另一個宇宙來的功能主義者追兵一口氣製造了十二個領袖矩陣而死。具有超強的再生能力。
- 福特巨人(Fortress Maximus)

原本事格拉斯九號監獄典獄長，現接替馬格斯擔任提爾萊斯執行官，並認為馬格斯的策略效果太慢。
在監獄暴動中被霸王擊敗，之後遭受百般折磨、並被當成活體解碼器，造成嚴重的心理創傷。對於巡弋者足足三年才派人來監獄營救一事非常憤怒。在被營救之後，被送去梅薩廷星上的德爾非醫療中心進行治療，並在藥師的事件中被急救員以量力的能量輸送重新啟動、並輕鬆解決當時在醫療中心內的狂派，之後登上失落之光號。因為心裡創傷，曾經在失落之光號的酒吧上發狂亂槍傷人，並脅持榮格要求失落之光號駛回賽博坦，目的是找警車算帳。
身材高大，變形為賽博坦坦克，戰鬥力強大，在斯曼茲戰場上曾經獨自擊殺超過一萬名狂派。
出自日版頭領戰士的人物，在該作中身為頭領戰士，本體是人類大小的小型賽博坦人，連接上一般變形金剛尺寸的身體，其外接則可以變形為更大的城市金剛軀體的頭部，不過在此版本中只是一位特別高大的變形金剛，並沒有頭領戰士的能力。
但是出於致敬，在《難以置信》的刊物中，曾經為了阻擋被御天至尊操縱、向賽博坦進軍的死亡泰坦軍團而將身體連接到一具已死泰坦的腦膜快、並操作該具泰坦阻擋其他殭屍泰坦。當時他所連接的泰坦造型和頭領戰士中他的城市金剛軀體非常相像。
- 背離(Swerve)

失落之光號酒吧「背離記」老闆。
曾一度沉迷地球的情境喜劇。
因為受時光手提箱影響讓他有足夠時間來儲足能量和緻細描繪一個以情影喜劇作籃本的虛擬地球。又因銹蝕中毒昏迷而把虛擬地球投影到失落之光號後方。
個性張揚的大嘴巴，擅長和不認識的人裝熟，不過卻沒有和任何人深交，實際上感到相當孤獨。曾經負責在其中幾期的《難以置信》刊物中擔任前情提要的角色，以打破第四道牆的方式和讀者說明先前的劇情。
射擊技巧爛得出名。
- 擋板(Tailgate)

非常久以前的變形金剛，遠在第一艘方舟之前就被建造了。在數百萬年前、前往觀看競天擇的方舟升空途中，意外掉落深坑昏迷，直到幾百萬年才甦醒，因誤會而被以為想登上失落之光號，是意外上船的三人之一。
一度被誤會是方舟成員，之後便謊稱自己是拆彈專家，但之後被狂飆拆穿。再上船之後惡跛了這幾百萬年來的歷史，並決定加入博派，並且和狂飆成為室友。
曾因電子壞死症而命危，後被狂飆救回。
在奪路上船後，曾被奪路騙去襲擊麥加登，目的是想藉麥加登反應過度殺害檔板而被趕走，但被狂飆救回。
一度以為狂飆死亡而情緒崩潰進入昏迷。
醒來後發現因當時情緒崩潰造成的能量噴發而成為異能者。在睡覺時會發神經而不自知，而成為異能者力量大增甚至打傷狂飆。
在故事的最後和狂飆成為火種伴侶。
人類形態為穿水手服的嬰兒。
- 旋風(Cyclonus)

有時譯為狂飆。
曾經是格威龍的副手，一同搭乘新星至尊的第一艘方舟號前往死亡宇宙。
面對死亡的賽博坦以自我犧牲的方式使賽博坦重獲新生，同時也脫離狂派。因為被捲入旋刃的打鬥而昏迷，意外上船的三位船員之一，之後被安排成為擋板的室友。
最初認為擋板很麻煩，甚至毆打過擋板，後來關係逐漸好轉，成為其摯友，也是最先發現擋板並非方舟成員的人。
被成為異能者力量大增的擋板在睡覺時發神經打傷，但刻意隱瞞。
最後成為擋板的火種伴侶，在失落之光後的冒險結束後和擋板同居，並在飛輪的葬禮上邀請旋刃在出獄後一起來住。
變形型態為紫色的賽博坦戰鬥機，人類型態為穿著十八世紀禮服的莊嚴女性。
其和檔板的關係是《難以置信》和《失落之光》刊物中的重點之一，頗受到粉絲之間的歡迎。
- 電腦怪杰/合金盾(Chromedome)

腦外科醫生。和發條為戀人關係，為幫助發條尋找失蹤愛人而登上失落之光。
在很久以前是藍精高地的警察，和警车搭檔，曾經為了調查一起案子而和當時身為當地管理的紅色警戒搭話。
被警車下令搜尋霸王記憶中關於成為第六階段執行人的部分。
把霸王帶上失落之光的共犯之一。負責在記憶中盤問第六階段執行人的製造方法。
在霸王逃離後，因為發條的死曾想對自己動手術刪去對發條的所有記憶，但被發條留下的遺言勸止。
最早出自《頭領戰士》系列的人物，不過在此版本中並不是頭領戰士。
- 發條(Rewind)

記憶金剛，變形成一隻記憶棒。
和電腦怪杰是戀人。
最初是為尋找失蹤戀人安格斯而在各種危險場所尋找、恰巧遇到正在自暴自棄的電腦怪傑，之後在電腦怪傑協助他的過程中兩人成為伴侶。
在霸王逃離事件中，為了驅逐霸王而死。
在量子複製事件中出現的另一架失落之光號唯一生還者。
- 夜巡(Nightbeat)

偵探。
一度死亡，在死亡宇宙中重生。在失落之光號第二次起程時加入船員行列。因為在美德利星球產生的幻覺中滿足了自己的心願而死。
- 紅色警戒(Red Alert)

失落之光號的安全主管，在失落之光號時跟背離同房。很久以前曾經是藍晶高地的區域主管。
長期接受榮格的心理治療，因為聽力超群的關係而有嚴重的被害妄想症。因為「聽到」霸王的聲音並循線搜索、發現霸王在船上的事實，因為無法面對、直接將自己的頭拔下、丟進燃料池。冷組建機體。
在「暗流湧動」事件時，失落之光號返回賽博坦後下船。
目前駐守月衛一，協助福特巨人執行提爾萊斯特協定。
早在狂派博派開戰前就被禦天敵洗腦成潛伏者，一經啟動就會轉化成禦天敵的民兵。
- 剎車(Skips)

在失落之光號起飛失敗時意外墜機在旁邊，在擊倒一些執法者機器人後昏厥，並加入船員陣容。
被警車下令用思想武器令大法官辭職但失敗，後用記憶槍洗去關於任務所有記憶。
發現自己除記憶槍外仍有其他記憶缺失，曾請求電腦怪杰強行恢復但因為會導致精神崩潰被拒，後來接受榮格的心理治療。
其失去的記憶為以前被抓進黑狗隊監獄時，以釋放定量囚犯為代價修理傳送裝置解決監獄人滿為患，但直到最後才知其實是把所有犯人送到焚化爐熔化。事後因打擊太大而失去記憶。
在船上和奪路、諾蒂卡關係最好。
被奪路帶領其他船員叛變流放到靈魂行者的星球面對被黑狗隊圍攻。
最後因拖板事件啟發而強行恢復記憶造成精神崩潰引起能量噴發令眾人成為異能者抵擋黑狗隊和薩拉斯的圍攻而身亡。
- 十(Ten)

背離利用立法者部隊殘骸組裝的自動機械人，在他的酒吧「背離記」服務。
沒通過安格斯測試，說話只會「十」。
- 奪路(Getaway)

第二次失落之光號出發成員。
騙擋板去襲擊密卡登，目的是想藉密卡登反應過度殺害擋板而被趕走，但此計畫被狂飆和旋刃破壞了。
向全船船員問及密卡登應否有二次機會來尋找願意叛變成員。
不願加入的全被記憶槍洗去記憶後，和熱破一起被奪路帶領其他船員叛變流放到靈魂行者的星球面對被黑狗隊圍攻。之後持續擔任失落之光號上的船長，但是面對船員越來越多的質疑開始使用越來越殘忍的手段對付、像是讓雷擊重回昏迷狀態，甚至將狂派的瘋狂心理醫生魔戈的能力用來洗腦船員的記憶。最後在洛迪文率領其同伴回到失落之光號時在動力是和其決戰，最後落敗，自行跑進熔煉爐裡尋死，不過最後被洗去黑紫塗裝、恢復紅黃塗裝的洛迪文抱了出來。但是最後還是慘死在被旋刃馴服後、變形成普萊瑪斯的模樣的噬鐵蟲啃食殆盡而死。
- 二重金刚（Duobot）

电击（Shock）、矿石（Ore）。其實是巡弋者派上船處理霸王的間諜，但是其中一人在其飛時就因為站在量子引擎旁邊而陷入其中死亡，而另一人則在悼念他時被火種吞噬者殺死。所有二重金剛都是作為巡弋者安排給特工的助手，因此當剎車進行緊急傳送時就被傳送到最近的二重金剛─電擊和礦石這裡。
- 雄魂（Animus）

道德委员会成员。原先是旋刃的室友，在火種吞噬者出沒時，因為旋刃將房門鎖死而慘死在火種吞噬者手上。
- 救护员（Ambulon）

驻扎在Delphi的医护人员，在藥師的事件中喚醒福特巨人，之後加入失落光號的船隊。變形模式是合體金剛保衛者的右腳。在飛輪再次與藥師對峙時慘遭剖半而死。
- 赌棍（Jackpot）

汽车人行动战士（Action Master），個性好賭。
- 激斗（Dogfight）

板机战士（Triggerbot）成員。
- 油尺(Dipstrick)

在《雷霆戰隊：最後一戰》還是是博派後勤基地伊格莫爾燃料倉庫(Igue-Moor Fuel Depot)的建設主管，並對於鐵拳測試武器造成的嚴重意外對鐵拳等人大發雷霆。
後來加入失落之光號。變形為老爺車。

### 強拆小隊/拾荒小队
一支由前狂派成員所組成的一隻小隊。
- 蛟龍(Krok)

3M運動者，沒有變形型態，總是在按著一隻通訊器，聲稱他以前的隊伍會來支援他們，但其隊伍早就被雷霆特攻隊屠殺殆盡，通訊器只是其中一名變形成雷達的成員的手指。可以說是強拆小隊的隊長。
- 火碳(Misfire)

原名天乘(Flyhigh)，之後改名為火炭名字(Misfire，意指誤擊)的由來是因為其糟糕透頂的瞄準技巧。個性較為善良，在團隊找到鋼鎖後一直堅持照顧他的人。變形成賽柏坦戰機。
- 曲軸箱(Crankcase)

小隊的飛船原本的駕駛，經由冷組建製造。變形成賽博坦車輛，背上有兩管火炮，在載具型態和機器人型態都可以進行攻擊。
缺了一邊腦袋、腦模塊外露，據說只要笑出來就會死所以從來不笑，患有顏面癱瘓，曾利用這點擺出撲克臉成功唬過福特巨人。
在《變形金剛3》的其中一個恐懼部隊也叫做這個名字，不過兩者之間毫無關聯。
- 螺旋槳(Spinister)

個性詭異，就連隊友也常常不知道他在想什麼。具有優秀的外科技術，曾經把整隻小隊拆解再組回去以誆騙薩克巨人。便形成賽博坦直升機，機器人型態時可以把背後的螺旋槳拿下來當做棍子攻擊。
- 支點(Fulcrum)

原為K級士官，被強拆小隊拆取零件時醒來，就此加入。變成一顆自殺炸彈，沒有在應該爆炸的時間自爆而被狂派執法處追殺。對有機體莫名的厭惡，除此之外人還不錯。

### 狂派異端裁決處(又稱為黑狗隊，Decepticon Justice Division)
令狂博兩派都聞風喪膽的處決小隊，最高戰績是處死六階行刑人黑影(Blackshadow)，直屬於威震天，擁有獵殺任何具不忠、背叛嫌疑還有已確認叛徒身分狂派的權力。駐紮於星球梅薩廷(Messatine)，會利用一種稀有的核子礦(Nucleon)來提升機體性能。全員皆是虐待狂，有些成員甚至擁有刑求器具的載具模式。小隊成員的名字為繼承性質的，均為賽博坦地名。
- 璇玑湖/塔恩(Tarn)

臉上戴着狂派標誌造型的面具。
天生異能者，能夠利用聲音引導變形金剛部分身體癱瘓、甚至是自行熄滅火種，除此之外還能利用右手臂上的兩門融合炮來進行攻擊，變形型態是賽博坦坦克。說話的口吻溫文爾雅，實際上是心狠手辣的虐待狂，對威震天極度崇拜與忠誠，甚至將威震天所寫的詩集與文章倒背如流。用管理行政部門一樣的手段管理自己的小隊，喜歡聽古典樂，會播放最喜歡的章節「至高天組曲」來掩蓋被害者慘叫的聲音。
有變形癖，由於過度頻繁的變化形態，導致自己的變形齒輪很久以前就壞掉了，會搶奪死者變形齒輪裝到自己身上來滿足變形欲。為了獲得源源不絕的變形齒輪，他威脅德爾菲醫療站的博派醫師藥師，並與其達成協議，以不對德爾菲醫療站出手的條件換取藥師定期送來變形齒輪。
本名達穆斯，曾經是博派的一員，被功能主義者迫害並施行了俱五刑，被威震天挖角到狂派後進行了修復手術，恢復了雙手和面甲。左眼上的傷疤是和鋼鎖戰鬥時留下。
在2022年於變形金剛：傳承(Transformers: Legacy)的當年產線Evofusion中推出巡弋級(Voyeger Class)玩具。
- 青丘/沃斯(Vos)

語言純潔者，只說塞博坦古語，是一名科學家。
臉部為可拆卸臉甲，內藏伸縮刺釘，會將自己的面甲拆下來摁到受害人臉上，變形型態是狙擊槍，是全隊體型最小的戰鬥人員。漫畫中曾有一幕場景是威震天使用一把型號與青丘相同的狙擊槍，但不知那是否是青丘。
現任青丘為第二任，第一任為博派113號特工多米諾斯，身分曝光後被鎖死在了他的渦輪狐狸野獸型態，並被留下來當作寵物「火種吞噬獸」。
- 地藏/海拉斯(Helex)

被稱為「行走的熔煉爐」，腹部有一對小型手臂，會將變形金剛塞進胸口的熔煉爐活活融解。除此之外，他還有個把被害者腦模塊掏出來，再塞進他們自己嘴裡的變態嗜好。在得知卡隆與青丘生還時十分開心。據說繪師在繪製黑狗隊登場的初稿時，讓海拉斯將受害者腦模塊取出來的方式是用嘴咬下來。
- 卡隆(Kaon)

塔恩的副手，眼窩是一片漆黑的空洞、沒有光鏡，靠著類似聲納的方式去感知外界，肩膀上各有一支特斯拉線圈。異能者，可以發射強大的電流，變形型態為電椅，令受害者求生不得求死不能。除了負責通訊，也負責管理叛徒追殺名單，和寵物具有火種連接、因此關係也最親近。
- 提薩拉斯(Tesarus)

臉上有一個巨大的X，胸口是巨大的攪碎機，背後有一對機械爪，喜歡將受害者從腳開始慢慢切成碎片。儘管是裁決處成員，他依然認為狂派不該拋下同伴，不贊同塔恩放棄卡隆與青丘的決定，因此被大發雷霆的塔恩教訓「狂派該做什麼不是你來決定」。本名是鉗鍋，最後在靈魂行者的星球上被接收了反物質能量的密卡登殺死。
- 鋼蹦(Nickel)

迷你金剛，原塞博坦殖民地居民，在家鄉被有機生物種族摧毀後，以復仇為目的加入黑狗隊。擔任醫官的角色，和青丘組隊是一對神射手。儘管她本身的體型不過只有能量塊的大小，卻能讓黑狗隊像是幼生體一樣乖乖被訓話。黑狗隊唯一女性成員。

### 雷霆戰隊(Wreckers)
博派特種部隊，和狂派的「X中隊」相對應。作風雷厲風行、手段激進，在強調和平的博派中顯得獨樹一格。有一句著名的口號：「雷霆戰陣，唯我獨尊！」(Wreck'N'Rule!)。已經退役的成員包括舷炮、天殘地缺、老杯、旋刃和感應者，後兩者後來都加成為失落之光號的船員。
曾經多次遭到重創並屢次重建。
雷霆戰隊最早是在1980年代的英國版漫畫中出現的組織，在本作中有兩套專屬的漫畫刊物《雷霆戰隊：最後一戰》、《雷霆戰隊：罪孽深重》，廣受粉絲歡迎。
- 彈簧(Springer)

雷霆戰隊現任領導者，曾經接受過雷神錘和老杯的指導。在《雷霆戰隊：最後一戰》中，率領對格拉斯九號監獄的營救行動，雖然成功制服霸王，但是也慘遭霸王將臉皮扯掉、身受重傷。
三變戰士，變形為賽博坦直升機和跑車。
在〈雷霆戰隊：最後一戰 #1〉中顯示逐漸對雷霆戰隊的領導工作感到失去方向，認為自己每一次重新招募組員都只是為了他們去送死。
- 雷神錘(Impactor)

雷霆戰隊前任領導者，曾經和密卡登一起在礦坑工作，並參與那一場改變權銀行命運的酒吧鬥毆。在戰爭開始後加入博派，並成為雷霆戰隊領導人。但是因為私自處決了狂派戰俘遭到除名，並軟禁在格拉斯九號監獄。
作風殘暴，變形為坦克車。
出自於1980年代的漫畫版同名人物。
- 上旋(Topspin)

雷霆戰隊中的年輕成員，是雙鑽的兄弟，可以感應到對方的痛苦。在格拉斯監獄的行動中被和彈簧與雷神錘被一起俘虜、遭到虐待、攝影機脫落、下巴被扯爛。最後因為雙鑽無法再持續忍受痛苦而自殺、讓具有火種聯繫的上璇一起解脫。
- 雙鑽(Twin Twist)

雷霆戰隊中的年輕成員，是上旋的兄弟。在降落在格拉斯九號時和鐵拳、烈焰、感知器一組。變形成兩個鑽頭的鑽洞機。不斷感知到上旋遭遇到的痛苦，因此在面對艾奎塔斯需要犧牲火種才能開啟時自願犧牲、以上旋解脫。
- 舷炮(Boradside)

三變戰士，現已退役。身材高大，可以變形為海上戰艦。
在蹂躪者破壞賽博坦時試圖抵抗，但最終生死未卜。
出自日版頭領戰士的人物。
- 路霸(Roadbuster)

雷霆戰隊的老資格成員，戰鬥經驗豐富。曾經被狼蛛逼瘋過、殘殺了許多博派同伴。最後也被狼蛛殺死。
- 鐵拳(Ironfist)

重組後的新隊員，首次任務即是格拉斯九號監獄的營救行動。在實際加入前是雷霆戰隊的狂熱粉絲，主要工作是博派秘密武器實驗室鍛金實驗室(Kimia Facility)的武器工程師之一，設計了柯博文的標誌性武器─離子爆彈槍(Ion Blaster)。
崇拜神化的人物，並且有很重的粉絲性格、收藏許多愛好的東西，像是因為崇拜領袖，所以收藏有和真品幾可亂真的領袖矩陣模型。利用在鍛金實驗室的工作空檔，以鐵拳王(Fistron)的筆名在賽博坦網路上發表傳記式小說〈解密雷霆戰隊〉(Wreckers: Declassified)廣受歡迎，會將新的章節直接上傳到訂閱者的大腦。
在《最後一戰》刊物中，因為連接上格拉斯九號監獄的電腦而得知許多過去隊雷霆戰隊崇拜的真相而幻想破滅，不過也取得爆炸晶片的密碼，並成功引爆霸王體內成千上萬個爆炸晶片。
但是之後接露，他其實很久以前在測試「腦部追蹤子彈」時就已經中彈、一直有一顆子彈在朝他的腦膜塊移動，最後在完成格拉斯九號的任務後、因為該枚子彈抵達腦部而死亡。
- 烈焰(Pyro)

個性容易尷尬，總是想做些大事，但是行事卻相當不果決。
根據榮格分析患有「普萊瑪斯崇拜症」，因為過度崇拜柯博文、會開始模仿柯博文的行為、外觀，像是將載具型態改成卡車或是類似的卡車、將外表烤漆改成紅色和藍色、戴上口罩面板、經常性引用柯博文的名言等等。
重組後的新隊員，首次任務即是格拉斯九號監獄的營救行動，但是在首詞任務中即為了替隊友拖延時間而遭到眾狂派肢解而死。
- 閃耀(Guzzle)

又譯為「狂飲」，重組後的新隊員。原本體型嬌小，變形為一座三角砲台，但是慘遭霸王扯裂成上下兩半，經過重建後升級、體型變得巨大許多。
個性急躁，在戰鬥時會變得更狂熱，而且戰鬥風格激烈。消耗超能量體的速度必一般的變形金剛高出許多。
- 旋翼(Rotorstrom)

重建後的新隊員，個性急躁、不太重視規矩。曾經接受旋刃的教導。
具有能夠在防護立場上找到弱點的能力，因此負責遙控兩艘船、以同時進入的方式破解格拉斯九號的防禦立場。然而他所在的隊伍─和鐵拳、列眼、薇瑞提等人一起卻直接撞到霸王面前、而旋翼在講了一個笑話之後被霸王一邊冷笑、一邊開槍爆頭而死。

### 組合金剛(Combiners)
- 巨獸魔(Monstructor)

組合金剛第一代實驗品，為達到精神統一而對六位成員腦改造。極為強悍，只有奧米茄(Omega Supreme)曾經擊敗過他。
- 蹂躪者(Devastator)

屬於狂派，繼巨獸魔後，震盪波經幾百萬年實驗的第一個真正成功的組合金剛。
本來由六個建造派合體，在泥頭死後由警車代替，警車叛變後由鏟頭代替。
- 威脅者(Menasor)

詐騙在地球上透過和合之謎將衝鋒派粗糙的合體後製作的組合金剛，沒經過精神統一，各肢體保有自己的意識。
- (Superion)

賽博坦第一個自發組合金剛，由博派飛行戰士隊伍航空金剛小隊組成。
- 保衛戰士(Defender)

由原失落之光號成員防禦金剛(Protectobots)組合而成。
為阻止暴走的破壞者而被強制徵召，其中的一個成員城堡(Rook)甚至原本是不相關的路人。
在2015年的合體戰爭(Combiners Wars)系列中推出玩具。
- 巨擎天(Optimus Maximus)

以柯博文為本體組合的組合金剛。手腳分別為幻影，鐵皮，飛毛腿和巡弋者。
合體的目的是阻止天王星利用合體金剛派壞天鑄城的陰謀，最後雖然遏止威脅者的破壞，依然對城市造成了嚴重破壞，並且使天鑄城的居民更加不信任賽博坦和合體金剛。
- 勝利女神(Victorion)

天鑄城組合金剛，由原祝融夫人手下火炬手組合。
敵視柯柏文，稱柯柏文為自詡領袖，並因為祝融夫人跟隨柯柏文而離開。
外傳漫畫「組合金剛獵手」中講述了他們成為組合金剛過程。
- 巨猙獰(Predaking)

由狂派成員掠獸金剛(Predacons)組成。曾經一度加入中國的部隊，與此同時戰鬥金剛則成為北韓的合體金剛。
最初想成為組合金剛時失敗，後被眼鏡蛇組織操控而組合成功。

### 地球人
- 薇瑞提．卡特

棕黑色頭髮的地球女孩。因無意中在公路巴士上偷走了一個有狂派資訊的手機而被追殺，後被飛輪救回。
- 亨特．奧尼爾

淺啡色頭髮的地球男生。因載走搭順風車的薇瑞提而一同狂派追殺，後被飛輪救回。
「毀滅行動」中和飛毛腿一同被綁架，改造成頭領戰士。
「麥加登萬歲」中因腦部曾跟飛毛腿連接而狂派抓住提取博派資訊。
- 斯派克．維特維奇

前秘密特工。
- 加里森．貝萊德

瑪瑙石首席執行官。
以狂派殘骸量產喪屍金剛和喪屍組合金剛。
其真身為以前和「合體秘寶」一同傳送到地球的頭領戰士─王權。
被禦天敵抓到後恢復其身份，但又被聲波變回來，導致其思想是加里森、身體卻是頭領戰士。
- 瑪麗莉．菲爾帕恩

地球防衛指揮部主管。

### 前任博派領袖
- 新星至尊（Nova prime）

又譯鎮天威。
法西斯主義者，主張征服賽博坦以外的星球後進行機械化、擴張殖民地。
搭乘第一艘方舟出航，進入死亡宇宙，但是遭到虛空之主捕獲，後成為其僕役。
- 澤塔至尊(Zeta Prime)

在御天至尊之前的博派領導者，曾經被奧利安所信任。在賽博坦的民眾發生暴亂時以相當血腥的方式暴力鎮壓，甚至使用了被封存的科技來大規模屠殺賽博坦人。最後被柯博文和密卡登聯手擊敗。
- 御天至尊（Sentinel Prime)

又譯辛特龍，御天敵。
沒被領袖心臟挑選，由元老院推舉，徒具其名的領袖。
狂派崛起時任職，與密卡登交手被打敗，後來葬禮時屍體頭部不知去向。
其真身其實是頭領泰坦，一直假裝死亡藉機重建身體。
於「泰坦回歸」中喚醒月衛二上沉睡的基地金剛。
在2019重啟的故事線《壯美新紀元》故事開始時時任博派領導者，之後被密卡登殺死前將領導模塊轉交給柯博文。

### 神明
- 十三使徒(Primes)

早年設定為賽柏坦創世神普萊馬斯(Primus)手下的十三位戰士，在IDW漫畫設定中則是賽柏坦早期社會的十三位部落領袖，甚至人數都不一定是十三人。
幾乎所有人都有自己的泰坦金剛、並建立了十三個殖民地。
此名單經常變動，部分人物代表了塞柏坦人中的特殊群體，像是野獸金剛、合體金剛、女性金剛、迷你金剛等。通常包括先覺者、合和至尊、淬鍊至尊、鈦師傅、密卡托納斯、索拉絲至尊、向量至尊、掠獸至尊等等。傳說中的第十三人意志尚未揭曉，此處僅列出在IDW版本世界觀中確定出現過持有至尊頭銜的角色。
在柯博文出現在天鑄城時，有些天鑄城人認為他就是第十三至尊。
- 鈦師傅(Alpha Trion)

說書人，對應的基地金剛是大都會。
此版本中的造型和G1動畫類似。
變形為賽博坦太空船，一度遭到人類俘虜，但是之後被救出。
- 微米至尊(Micronus Prime)

迷你金剛。
為目前於微星小超人的微觀宇宙中沉睡。
- 索拉絲至尊(Solus Prime)

女性金剛，天鑄城殖民地的創始人，被震天尊殺死。
鑄造工匠，傳說中鑄造了領導模塊和星辰劍。不過在此宇宙中，已知領導模塊是榮格創造的。
- 淬鍊至尊(Alcheist Prime)

化學家，嗜酒如命，臉上帶著如同多重鏡片般的裝置。
- 合和至尊(Nexus Prime)

合體金剛，根據台詞所述被格威龍殺死。
- 掠獸至尊(Onyx Prime)

野獸金剛，牧獸人。
已知震盪波在暗流湧動事件後回到過去時遇到銳天驍本尊，將其殺死後取代其身分長達千萬年。
- 密卡托納斯(Megatronus)/墮落金剛(The Fallen)

強大的戰士，原先和索拉絲至尊最為要好，但是在馬克西姆大帝的挑撥下將其殺死。此版本的造型和真人電影中的密卡登相當類似。
- 馬克西姆大帝（Liege Maximo）

外型有點漫威的洛基。
原本被封印，逃脫後行蹤不明，直到後來被震盪波所偽裝的銳天驍帶回。

## 地區
- 水晶城

賽博坦殖民地，宗教城市，居民大都是劍客。被大法官和手下的執法者摧毀。
- 天鑄城

賽博坦殖民地，崇尚舞者，視基地金剛為神使，其領袖稱為「烈焰夫人」。對「領袖(Prime)」有強烈的信仰概念。
- 極速星

賽博坦殖民地，居民原為研究提升效率和能源的科學家，在能源問題解決後只剩下競速。基地金剛因長期無人打理而狀態不佳。大使代表為擊倒和月嬌。
- 分離星

賽博坦殖民地，基地金剛在著陸身亡，受特殊重力影響，所有分離星出生的人都是雙胞胎。
- 野獸星

賽博坦殖民地，為逃離標準金剛獵殺而離開賽博坦。
其基地金剛一度嘗試強行驅逐標準金剛，被天王星直接攻擊腦袋而死。
- 鐵淵

賽博坦殖民地飛船。
其真身是被鎖死成飛船的信奉邪神馬克西姆大帝的基地金剛，同時體內封著馬克西姆大帝。

## 組織
- 回收救援隊（Wreckers）

博派內的特種部隊組織，手段較一般博派來殘暴，經常處理一些見不得人的工作，或是極高風險的艱鉅任務。曾經由撞針領導，之後由彈簧接手，旋刃、狂飲、閃耀、老杯、鐵拳王、舷炮、沙暴、上旋、雙鑽、烈焰都曾經是隊員。榮格曾經為這隻小隊的每位成員建立過心理狀態檔案。
- 暴走隊（MAYHEM ATTACK SQUAD）

由狂派所屬的一支特種部隊，首次出現於英國漫威《變形金剛》漫畫中。這支小隊主要由實力強悍且行事殘酷的狂派成員組成，任務多為暗殺、破壞與高風險突襲行動。成員如霧影暗丈（Bludgeon）、八爪怪（Octopunch）等都擁有獨特戰鬥技能。暴走隊以其高效、冷血的作風而聞名，是狂派中危險的戰術單位之一。
- 強拆小隊(Scavenger)

狂派拾荒者逃兵小隊，飛船為「弱人擇原理號」。
- 狂派異端審裁處

簡稱DJD，又名「黑狗隊」，專門處決叛徒。
- 觀天會

地球成立的組織，專門應對賽博坦人的威脅。
- 銀河議會

由宇宙中多個不同種族組成並簽署互不侵犯條約。而賽博坦人為當中黑名單，包括撒克巨蠍向低文明種族非法售賣高科技。

## 外部連結
- IDW《變形金剛》漫畫官方網站（页面存档备份，存于） （英文）
- Tfarchive（页面存档备份，存于） （英文）
- The_Transformers_(IDW)（页面存档备份，存于）（英文）